# Bistum Pamiers
Das Bistum Pamiers (lat.: Dioecesis Apamiensis) ist eine in Südfrankreich gelegene Diözese der römisch-katholischen in Frankreich. Der Bischofssitz ist in der Stadt Pamiers.

## Geschichte
Das Bistum Pamiers wurde am 16. September 1295 durch Papst Bonifatius VIII. mit der Apostolischen Konstitution Romanus Pontifex  aus Gebietsabtretungen des Erzbistums Toulouse errichtet und diesem als Suffraganbistum unterstellt. Am 11. Juli 1317 gab das Bistum Pamiers Teile seines Territoriums zur Gründung der Bistümer Mirepoix und Rieux ab. Das Bistum Pamiers wurde am 29. November 1801 aufgelöst und das Gebiet dem Erzbistum Toulouse reinkorporiert. 
Am 6. Oktober 1822 wurde das Bistum Pamiers durch Papst Pius VII. mit der Apostolischen Konstitution Paternae charitatis erneut errichtet. Es umfasst seitdem auch den größten Teil des früheren Bistums Couserans mit dessen Bischofssitz Saint-Lizier.

## Weblinks

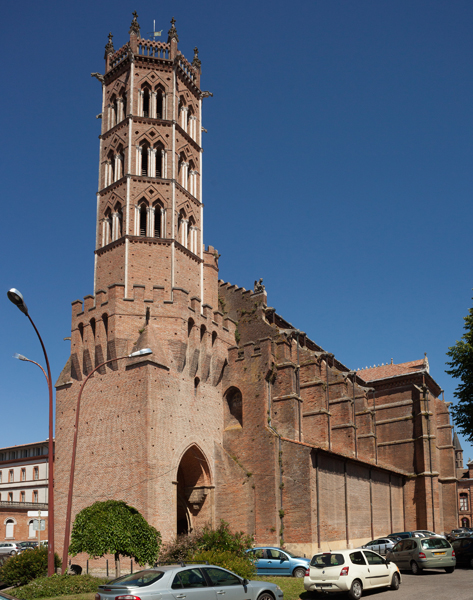
Kathedrale Saint-Antonin in Pamiers